# Дураццано
Дураццано (італ. Durazzano) — муніципалітет в Італії, у регіоні Кампанія, провінція Беневенто.
Дураццано розташоване на відстані близько 190 км на південний схід від Рима, 31 км на північний схід від Неаполя, 29 км на захід від Беневенто.
Населення — 2258 осіб (2014).
Щорічний фестиваль відбувається 5 квітня. Покровитель — San Vincenzo.

## Демографія
Населення за роками:

Станом на 1 січня 2023 року в муніципалітеті офіційно проживало 35 іноземців з 11 країн, серед них 6 громадян країн Євросоюзу та 16 громадян України.

## Сусідні муніципалітети
- Червіно
- Сант'Агата-де'-Готі
- Санта-Марія-а-Віко
- Валле-ді-Маддалоні